# Coutieralpheus
Coutieralpheus is een geslacht van kreeftachtigen uit de klasse van de Malacostraca (hogere kreeftachtigen).

## Soort
- Coutieralpheus setirostris Anker & Felder, 2005